# Artūrs Ausējs
Artūrs Ausējs (Olaine, 16 dicembre 1990) è un cestista lettone.

## Palmarès
- Campionato lettone: 1

VEF Riga: 2018-2019
- Lega Baltica: 1

Pieno žvaigždės: 2017-2018